# 宮城県道1号古川佐沼線
宮城県道1号古川佐沼線（みやぎけんどう1ごう ふるかわさぬません）は、宮城県大崎市から登米市に至る県道（主要地方道）である。

## 概要
大崎市古川城西（国道4号、国道347号交点）から登米市迫町佐沼（国道346号交点）を結ぶ本線と、同栗原市瀬峰と登米市迫町中江を結ぶバイパスからなる県道路線。路線名の「古川」は平成の大合併で成立した大崎市の旧自治体のひとつであった古川市であり、「佐沼」は昭和の大合併以前の登米郡の旧自治体のひとつであった佐沼町にそれぞれ由来する。

### 路線データ
- 起点：大崎市古川城西
- 終点：登米市迫町佐沼大橋東詰
- 実延長：40.1588 km[1]

## 歴史
- 1954年（昭和29年）
  - 1月20日 - 建設省（国土交通省）が主要地方道古川佐沼線を指定。
  - 12月27日 - 宮城県告示第934号により、主要地方道8号「古川佐沼線」として、古川市字十日町～高清水町～瀬峯町～佐沼町畑中（県道仙台気仙沼線（現在の国道346号）交点）までの路線として認定。
- 1993年（平成5年）
  - 5月11日 - 建設省から、主要県道古川佐沼線が古川佐沼線として主要地方道に再指定される[2]。
  - 10月19日 - 県道番号が決定[3]され、従前の主要地方道5号[4]から、県道1号に変更される。（12月1日より施行）
- 2009年（平成21年）1月 - 栗原市瀬峰で施工されたバイパス事業「瀬峰新田沢工区」が完成する。[5]
- 2020年（令和2年）3月 - 登米市南方町で施工された板倉歩道設置工事が完了[6]し、バイパス区間全線で歩道設置が完了した。

## 路線状況

### 本線

#### 大崎市内
国道4号、国道347号交点の城西交差点を起点とし、大崎市中心部の旧陸羽街道（奥州街道）を経由し、旧古川市北部の竹の花交差点（古川バイパス北端）から国道4号に重複する。
旧古川市市街地では、都市計画道路「古川中央線」「並柳福浦線」として、無電柱化事業や拡幅事業が行われている。

#### 栗原市内
国道4号の栗原市内最初の信号付き交差点（高清水バイパス南端）で国道4号から分岐する。新町交差点までは国道4号の旧道（一部に旧国道時代の距離標が現存する）であり、旧高清水町中心部を経由するルートである。
新町交差点で旧国道4号から分かれ、旧瀬峰町市街まではほぼ一直線のルートとなる。瀬峰小学校周辺からは瀬峰の市街地区間となる。途中、JR東北本線瀬峰駅を経由する。東北本線を跨線橋で越えると2009年にバイパス化された区間となる。沿道には工業団地があり、いくつかの工場が並ぶ。

#### 登米市内
旧迫町時代から町のシンボルとなってきたオランダ風車で知られる長沼フートピア公園を経由する。迫町の北方地区から佐沼地区に入ると沿道に店舗が一気に増え、登米市の中心市街地を形成する。バイパスと合流し、佐沼大橋で迫川を越えるとすぐに国道346号と合流し終点となる。

### バイパス
栗原市瀬峰の宮城県道29号河南築館線交点を起点とし旧南方町を経由して登米市迫町中江にて本線と合流する。
このバイパスが成立した要因は少々他と異なり、このルートはもともと瀬峰 - 迫を結ぶ仙北鉄道の軌道であり、廃線後に宮城交通のバス専用道路に転換され、その後県道として一般に供用が開始された路線である。
旧南方町の飯島バス停周辺から、イオンタウン佐沼をはじめとするロードサイド店舗が急激に増え、本線同様に登米市の中心商業地を形成する。
- 起点：栗原市瀬峰富根岸
- 終点：登米市迫町中江
- 延長：11.9 km

### 重複区間
- 本線
  - 国道4号（大崎市古川荒谷（竹ノ花交差点） - 栗原市高清水松ノ木）
  - 宮城県道175号田尻瀬峰線（栗原市瀬峰大里 - 同市瀬峰桃生田）
  - 宮城県道29号河南築館線（栗原市瀬峰下田 - 同市瀬峰橋東詰）
- バイパス
  - 宮城県道237号瀬峰豊里線（栗原市瀬峰富根岸 - 登米市南方町西郷）

### 道の駅
- 道の駅みなみかた（バイパス）

### 交通量[8]
いずれも令和３年度調査

#### 24時間交通量
- 大崎市古川江合本町一丁目 - 15,191台

#### 12時間交通量
- 大崎市古川城西一丁目 - 7,234台
- 栗原市高清水台町 - 4,578台
- 栗原市瀬峰北ノ沢- 2,903台
- 登米市迫町北方字古宿 - 3,119台
- 登米市迫町佐沼中江四丁目 - 12,104台
- 登米市南方町字新畑岡下（バイパス区間） - 6,516台
- 登米市南方町新山成浦（バイパス区間） - 7,663台

## 地理

### 通過する自治体
- 大崎市
- 栗原市
- 登米市

### 交差する道路

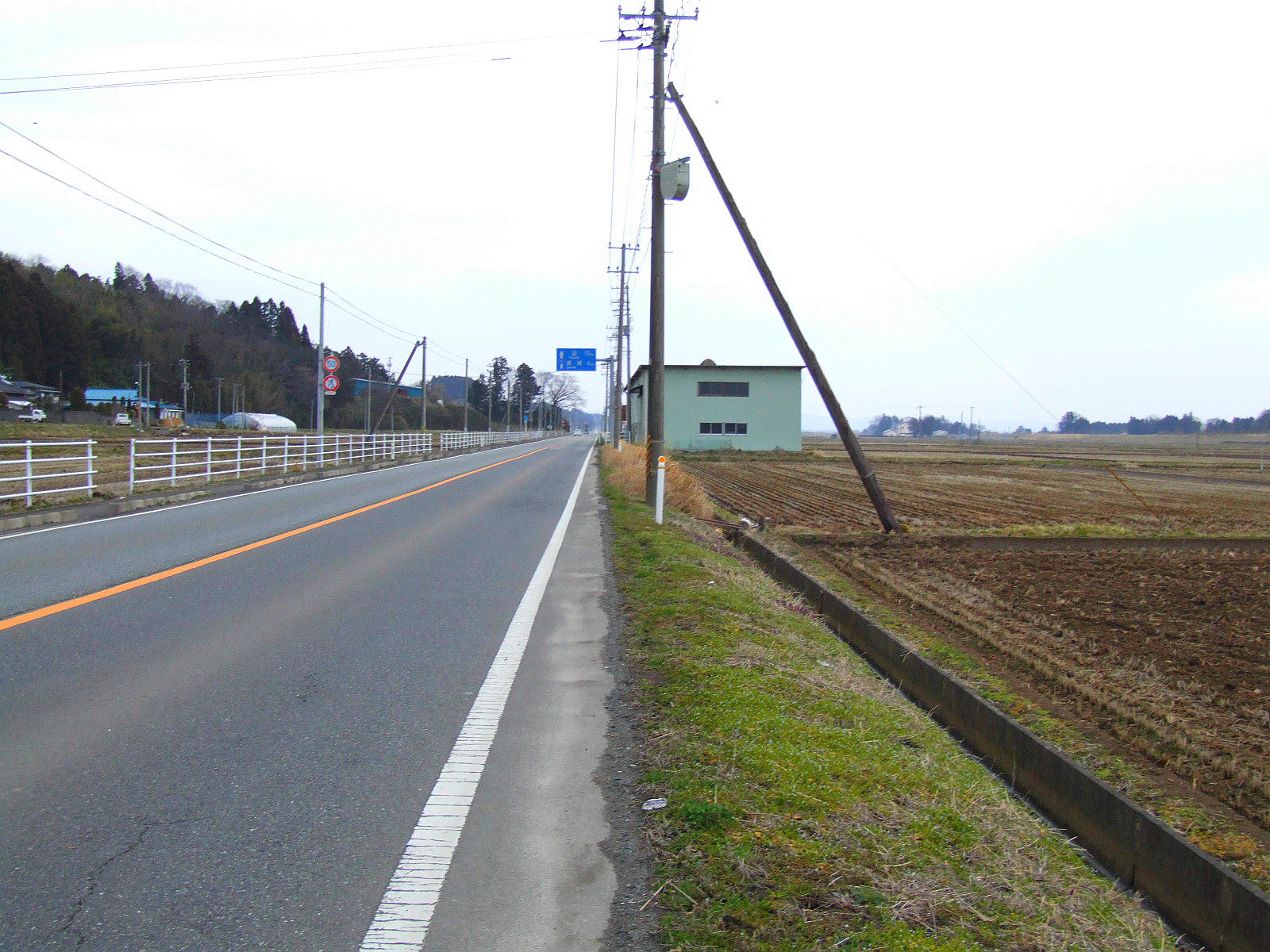
栗原市瀬峰（2007年3月）

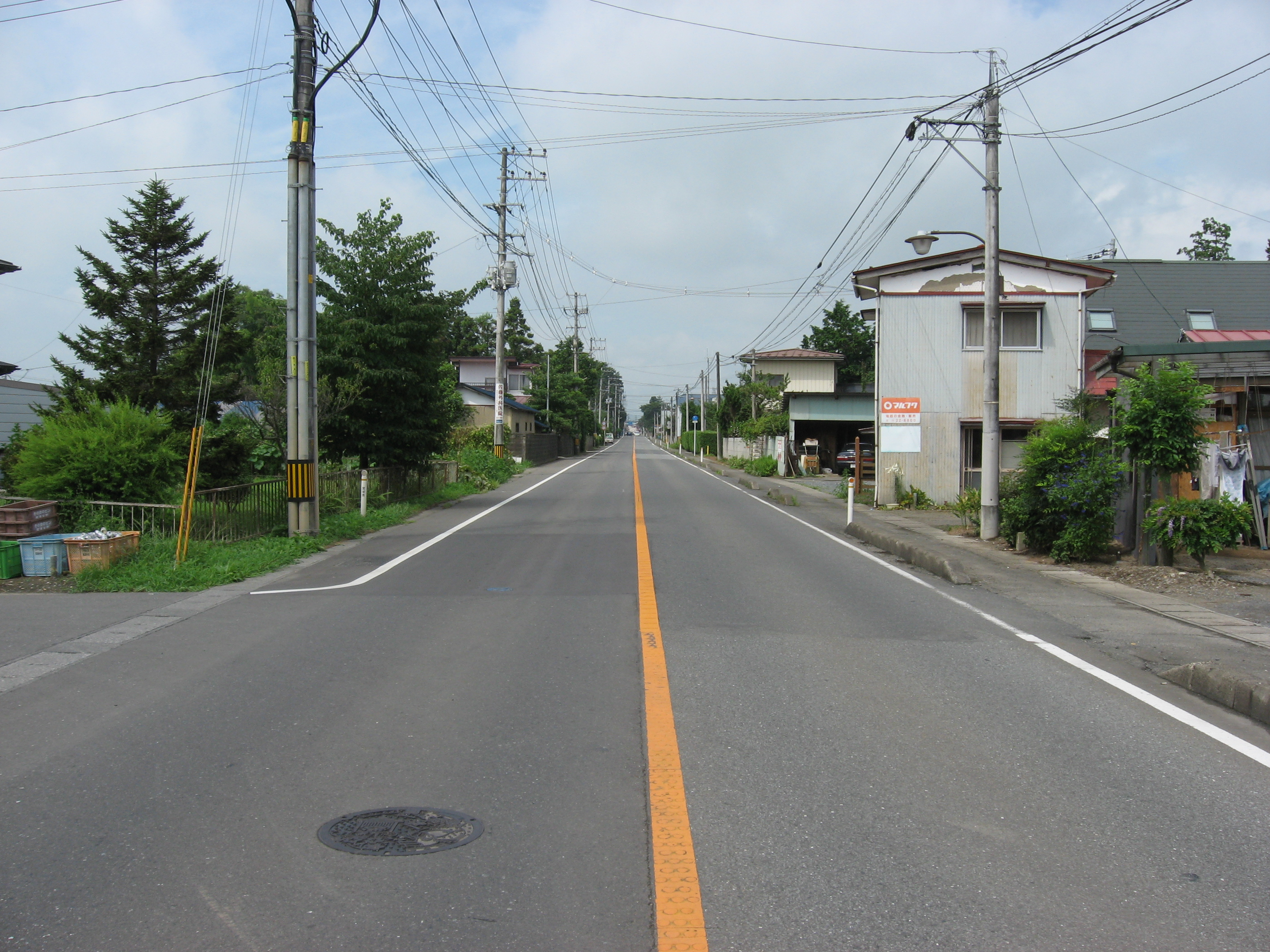
栗原市高清水（2007年8月）

- 本線
  - 国道4号
  - 国道347号
  - 宮城県道32号古川松山線
  - 国道108号
  - 宮城県道15号古川登米線
  - 宮城県道165号古川岩出山線
  - 宮城県道266号化女沼公園線
  - 宮城県道166号岩出山上蝦沢線
  - 宮城県道19号鹿島台高清水線
  - 宮城県道167号真山高清水線
  - 宮城県道175号田尻瀬峰線
  - 宮城県道29号河南築館線
  - 宮城県道198号新田米山線
  - 宮城県道199号米山迫線
  - 国道346号
- バイパス
  - 宮城県道29号河南築館線
  - 宮城県道237号瀬峰豊里線
  - 宮城県道198号新田米山線

### 沿線の施設

#### 本線
- 醸室（かむろ）
- なのかまち交流プラザ（大崎市古川七日町）
- 宮城県古川工業高等学校（大崎市古川北町四丁目）
- 栗原市栗原消防署南出張所（栗原市瀬峰上富前）
- 栗原市立瀬峰小学校（栗原市瀬峰清水山）
- 栗原市立栗原南中学校（栗原市瀬峰下田）
- JR東北本線　瀬峰駅（栗原市瀬峰下田）
- 瀬峰郵便局（栗原市瀬峰下藤沢）
- ホクエツ宮城宮城工場（登米市南方町実沢）
- 長沼フートピア公園（登米市迫町北方）
- 長沼ボート場（登米市迫町北方字天形）
- 長沼温泉
- 兵粮山
- 宮城県警察佐沼警察署
- 津島神社（登米市迫町佐沼字西佐沼）
- 宮城県登米合同庁舎（登米市迫町佐沼字西佐沼）
- 光ヶ丘球場

#### バイパス区間
- 南方総合運動場
- 南町後屋敷待井共同墓地（登米市南方町後屋敷待井）
- 登米市役所南方庁舎（登米市南方町新高石浦）
- イオンタウン佐沼（登米市南方町新島前）